# Vallalta
|  | Aquest article tracta sobre una muntanya del Pallars Sobirà. Vegeu-ne altres significats a «Vallalta (desambiguació)». |

El Vallalta és una muntanya de 1.422 metres que es troba entre els municipis de Llavorsí i Tírvia, a la comarca de la Pallars Sobirà.